# Jacopo Corsi
Jacopo Corsi (* 17. Juli 1561 in Florenz; † 29. Dezember 1602 ebenda) war ein italienischer Unternehmer, Mäzen und Komponist an der Wende von der Musik der Renaissance zu jener des Frühbarock. Als Oberhaupt der Florentiner Camerata ermöglichte er die Entstehung der ersten Opern.

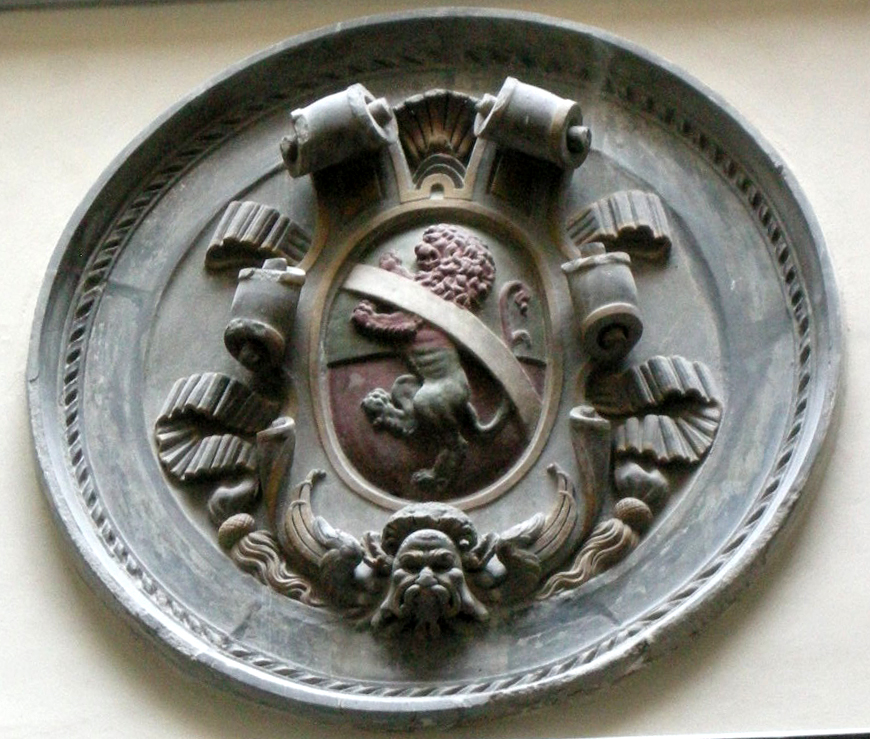
Wappen der Familie Corsi

## Leben

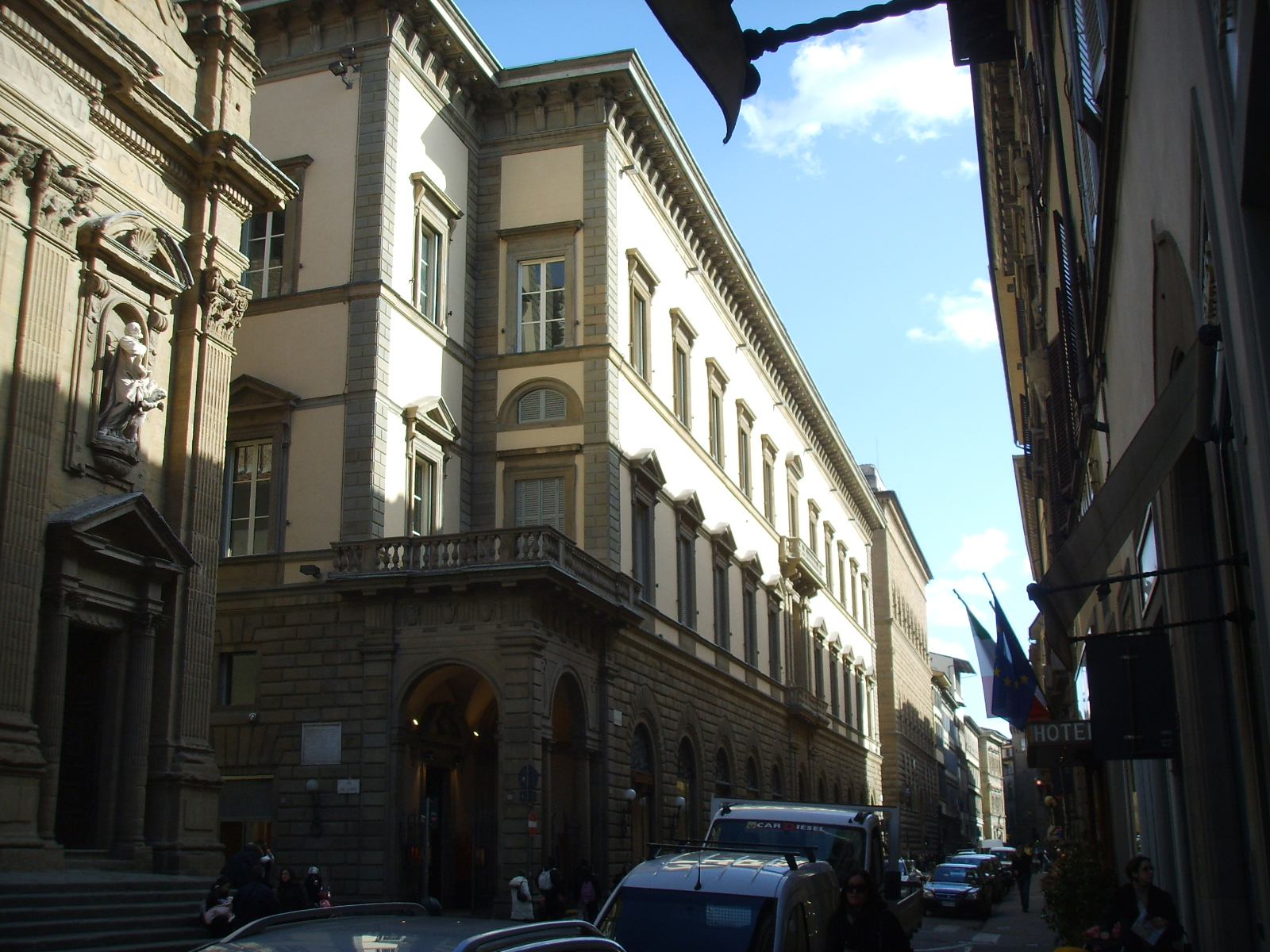
Der Palazzo Corsi-Tornabuoni, Treffpunkt von Corsis Camerata und Ort der Uraufführung von La Dafne

Jacopo Corsi entstammte einer alten Florentiner Händlerfamilie, die jedoch aufgrund ihrer Gegnerschaft zu den Medici während deren zweiter Vertreibung aus Florenz in den ersten Jahrzehnten des 16. Jahrhunderts in Ungnade gefallen war. Corsis Großvater und ein Onkel wurden 1529 des Verrats beschuldigt und hingerichtet, Teile der Familie verließen Florenz. Die Lage der Familie verbesserte sich, als ein weiterer Onkel Corsis 1556 in den Florentiner Senat gewählt wurde. Infolgedessen kehrte Corsis Vater Giovanni in die Stadt zurück, wo er durch erfolgreiche Investitionen in Immobilien, Woll- und Seidenmanufakturen sowie Bankgeschäfte seinen gesellschaftlichen Aufstieg festigte. 1560 heiratete er Alessandra aus der hoch angesehenen Familie Della Gherardesca. Das Ehepaar hatte drei Söhne (Jacopo, Giulio und Bardo), denen die Eltern eine umfassende Bildung finanzierten. Für die musikalische Ausbildung der Kinder war unter anderen Luca Bati verantwortlich.
1587 reiste Jacopo Corsi nach Rom, um seine erste Gattin, Settimia di Pierantonio Bandi, zu treffen. Nach deren Tod 1592 heiratete er 1595 Laura di Lorenzo Corsini. Beide Ehen festigten bereits bestehende Geschäftsbeziehungen zwischen den Familien. Corsis Brüder blieben unverheiratet und kinderlos, womit Jacopo Corsi eine zentrale Rolle in der Familie einnahm. Durch die Vergabe von Krediten an führende Familien inklusive der Medici und erfolgreiche diplomatische Missionen festigten die Corsi-Brüder das Ansehen ihrer Familie. Das Vertrauen der Medici in die Corsi zeigte sich unter anderem daran, dass Jacopo an den schwierigen Verhandlungen über die Hochzeit Heinrichs IV. von Frankreich mit Maria de’ Medici beteiligt war.
Jacopo Corsis überraschender Tod durch ein Fieber im Dezember 1602 löste Bestürzung in der Florentiner Gesellschaft aus. Die Komponisten Marco da Gagliano, Giovanni del Turco und Piero Strozzi lieferten musikalische Beiträge zu den Begräbnis- und Gedenkfeierlichkeiten. Corsi war Mitglied der Jesuiten und der Florentiner Bruderschaft Compagnia dell’Arcangelo Raffaello gewesen, die im Januar bzw. Februar 1603 Gedenkfeiern für ihn abhielten. Angeblich sandte auch Heinrich IV. eine Trauerbekundung.

## Künstler und Mäzen

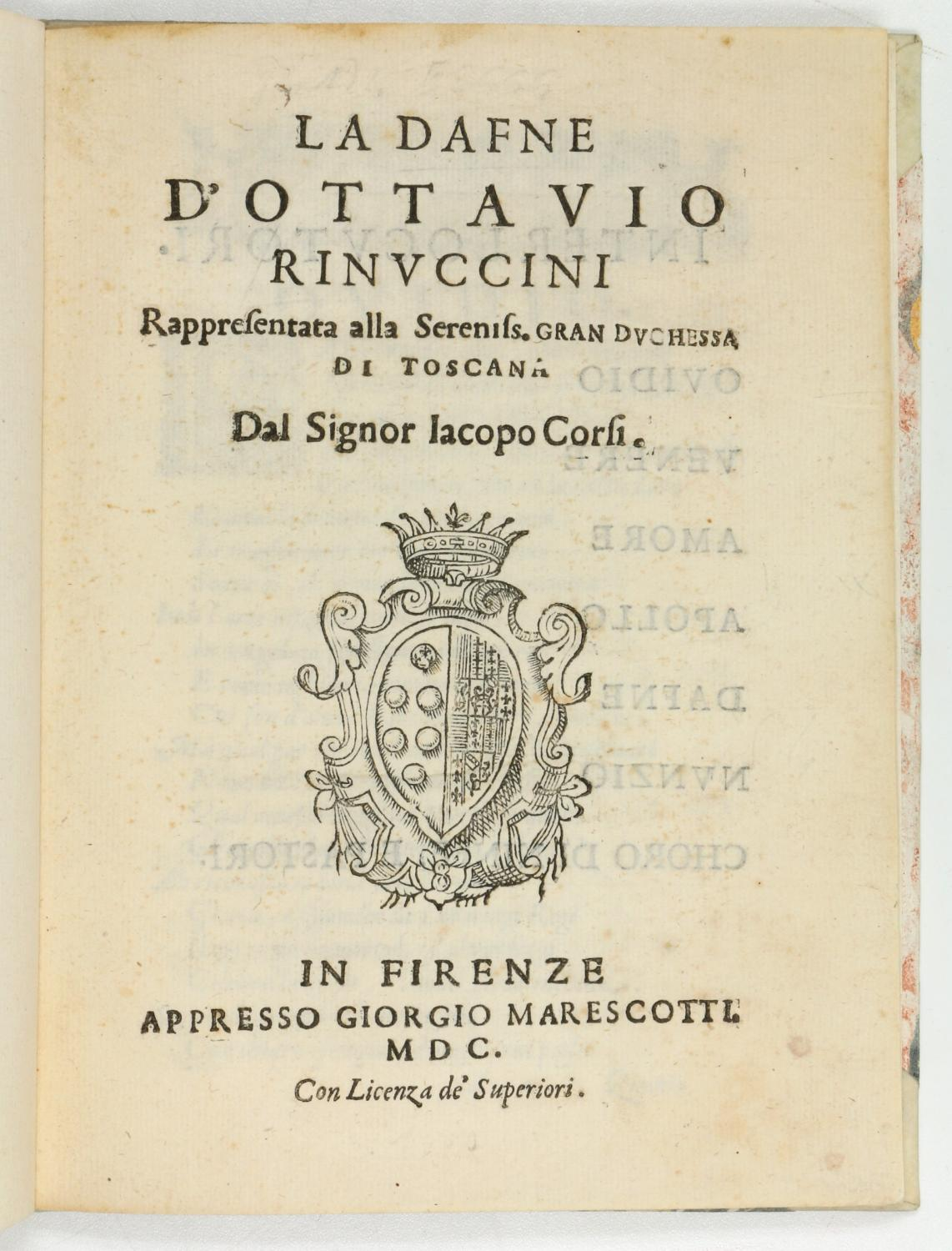
Titelblatt von Rinuccinis Libretto zu La Dafne mit Corsi als Patron

Ein anlässlich von Jacopos Tod von einem unbekannten Autor verfasster Nachruf beschreibt dessen künstlerische Interessen folgendermaßen:

“Egli della Pittura estremamente gustava; le scienzie con somma riverenza honorava; la Poesia, eccessivamente essaltava: Ma l'arte della Musica (non solo altre alle sopradette) era appresso di lui in sommo pregio.”

„Die Malerei genoss er überaus; die Wissenschaften ehrte er mit größter Hochachtung; die Poesie rühmte er aufs Äußerste: Aber die Kunst der Musik erfuhr von ihm (nicht nur über die Vorgenannten) die höchste Wertschätzung.“

Sein Interesse an Kunst und Kultur scheint nach einer Reihe von Reisen zum Abschluss seiner Ausbildung in den 1580er Jahren erwacht zu sein. Die erhaltenen Rechnungsbücher der Familie belegen ab jener Zeit umfangreiche Käufe von literarischen wie naturwissenschaftlichen Werken in Italienisch, Deutsch, Spanisch und Altgriechisch. Als Liebhaber von Malerei erstand er Gemälde namhafter Künstlern seiner Zeit bzw. nahm sie direkt als Rückzahlung für Darlehen entgegen. Unter anderem sind Werke von Giorgio Vasari, Jacopo Ligozzi, Pompeo Caccini (Sohn des Komponisten Giulio Caccini), Jacopo da Pontormo und Andrea Boscoli belegt.
Die Musik betrieb Jacopo Corsi, anders als Literatur und Malerei, auch aktiv. Er besaß eine große Sammlung verschiedener Instrumente (darunter zwei Orgeln), war von Luca Bati in Gesang und Musiktheorie und von Cristofano Malvezzi an der Orgel unterrichtet worden und hatte gemeinsam mit Vincenzo Galilei die Laute zu spielen gelernt. Er erweiterte seine Bibliothek um eine umfangreiche Notensammlung und machte seinen Haushalt zu einem Treffpunkt für die führenden Komponisten der Zeit. Der regelmäßige Kauf von Notenpapier und Zahlungen an Kopisten deuten auf eine eigenständige Kompositionstätigkeit Corsis hin, diese Werke sind jedoch nur sehr fragmentarisch überliefert. Einige Teile der oft nur mit Jacopo Peris Namen verbundenen Oper La Dafne scheinen von ihm zu stammen. Regelmäßig beherbergte er Komponisten aus anderen Städten (etwa Alfonso Fontanelli oder Carlo Gesualdo) und sorgte so für einen Austausch von Ideen zwischen diesen und den Florentiner Komponisten. Nach der Abreise von Giovanni de’ Bardi aus Florenz übernahm Jacopo Corsi dessen Position als Oberhaupt und Mäzen des später Florentiner Camerata genannten Künstlerkreises.
Rückblickend liegt sein musikhistorisch größtes Verdienst darin, als Oberhaupt der Camerata der neuentstehenden Kunstform der Oper den Weg bereitet zu haben. La Dafne, als die erste Oper überhaupt bezeichnet, wurde anlässlich des Karnevals 1598 im Palazzo Corsi-Tornabuoni uraufgeführt und Corsi selbst scheint Teile davon komponiert zu haben. Euridice (die älteste vollständig erhaltene Oper) wurde anlässlich der von Jacopo Corsi arrangierten Hochzeit Heinrichs IV. mit Maria de Medici im Jahr 1600 uraufgeführt, Corsi selbst spielte bei der Aufführung das Cembalo. Die allermeisten der an diesen Produktionen beteiligten Künstler waren Teil der Camerata und von Corsi gefördert worden. Dazu gehörte der Komponist Peri ebenso wie der Texter Ottavio Rinuccini, aber auch Peris Rivale Giulio Caccini, dessen Tochter Francesca Caccini die Titelrolle der Euridice sang und der parallel selbst an seiner Euridice (der ersten in Druck erschienenen Oper) arbeitete.